# Jodi Evans
Jodi Karyn Evans (Calgary, 16 agosto 1968) è un'ex cestista canadese.

## Carriera
Con il Canada ha disputato i Giochi olimpici di Atlanta 1996, due edizioni dei Campionati mondiali (1990, 1994) e tre dei Campionati americani (1989, 1993, 1995).